# Іванов Станіслав В'ячеславович
Станіслав Іванов (рум. Stanislav Ivanov, нар. 7 жовтня 1980, Тирасполь) — молдовський футболіст, півзахисник клубу «Шериф» та національної збірної Молдови.

## Клубна кар'єра
У дорослому футболі дебютував у 1998 році виступами за команду клубу «Шериф», в якій провів шість сезонів, взявши участь у 141 матчі чемпіонату. Більшість часу, проведеного у складі тираспольського «Шерифа», був основним гравцем команди.
Згодом з 2004 по 2012 рік грав у складі команд клубів «Москва», «Локомотив» (Москва), «Крила Рад» (Самара) та «Ростов».
До складу клубу «Шериф» повернувся 2012 року. Відтоді встиг відіграти за тираспольський клуб 15 матчів в національному чемпіонаті.

## Виступи за збірну
У 2001 році дебютував в офіційних матчах у складі національної збірної Молдови. Наразі провів у формі головної команди країни 37 матчів.

## Досягнення
- Чемпіон Молдови (4): 2000-01, 2001-02, 2002-03, 2003-04
- Володар Кубка Молдови (4): 1998-99, 2000-01, 2001-02, 2012-13
- Володар Суперкубка Молдови (2): 2003, 2004
- Володар Кубка Співдружності: 2003